# Феміністична філософія

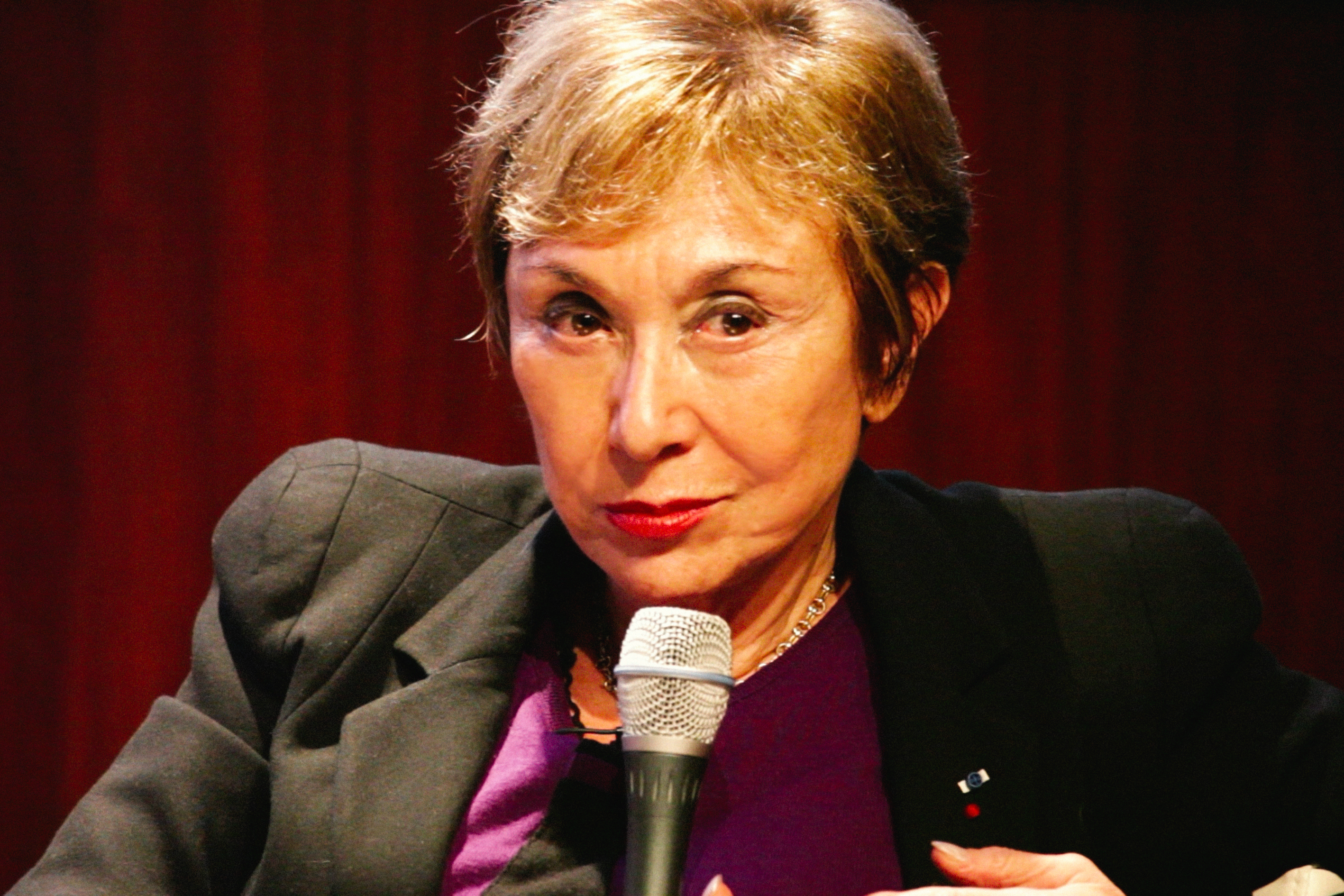
Юлія Кристева, 2016

Феміністська філософія (англ. Feminist filisophy) — підхід до філософії з перспективи феміністської теорії, а також використання філософських методів до феміністичних тем та питань. Передбачає переосмислення як філософських текстів, так і методів з метою доповнення феміністичного руху та критики й переоцінки ідей традиційної філософії з перспективи жіночого буття, репрезентації, критики андроцентрично-сексистської парадигми. Застосовує феміністський метод пізнання.

## Основні риси
Феміністська філософія об'єднана центральним питанням щодо конструйованості гендеру. Феміністська філософія — міждисциплінарна парадигма, що охоплює широкий спектр тем із різноманітних підходів. Феміністські філософині як філософи працюють як в аналітичній, так і в континентальній[прояснити] традиціях, і філософські питання в рамках цих традицій розглядаються комплексно. Філософині-феміністки як феміністки можуть належати до будь-якої з феміністських течій.
Феміністську філософію можна зрозуміти як три основні функції:
1. Спираючись на філософські методології та теорії, щоб сформулювати та теоретизувати феміністичні проблеми та перспективи. Філософський аналіз концепцій ідентичності (таких як раса, соціально-економічний статус, стать, сексуальність, здібності та релігія) та концепцій, які широко використовуються та теоретизуються у феміністській теорії ширше. Фемфілософія також була важливим джерелом аргументів щодо ґендерної рівності.
2. Дослідження сексизму та андроцентризму в рамках філософської традиції. Критика текстів та теорій філософського канону з фокусом на їх викладі жіночого буття та досвіду або виключенні жінок із філософської традиції. Ще одна суттєва тенденція — переосмислення роботи філософинь, чий внесок не був визнаний.
3. Внесок у філософію новими підходами до існуючих питань, а також новими питаннями та сферами досліджень з огляду на їх критичні дослідження філософської традиції та відображення їх стурбованості статтю.

Феміністська філософія існувала ще до ХХ ст., але дисциплінарно утвердилась у дискурсі фемінізму другої хвилі 1960-х та 1970-х років. Важливим проектом феміністської філософії було включення різноманітності досвіду жінок різних расових груп та соціально-економічних класів, а також жінок усього світу (інтерсекційний фемінізм).

## Дисципліни
Феміністичні філософині працюють у широкому спектрі філософських дисциплін, включаючи:
- Феміністська феноменологія досліджує, як поєднуються як когнітивні здібності (наприклад, мислення, інтерпретація, запам'ятовування, знання і побудова норм в соціальних порядках у формуванні реальності індивіда. Феноменологія у феміністичній філософії часто застосовується для розробки вдосконалених концепцій гендерного втілення досвіду, інтерсуб'єктивності та реляційного життя, спільноти, суспільства та політичних явищ. Феміністська феноменологія виходить за межі інших дискурсно-орієнтованих дискусій шляхом центрування особистих та втілених переживань, а також визнання того, як досвід часто діє поза мовою, тому його може бути складно сформулювати. Рефлексія часу як конструкту — більш пізній розвиток у феміністській феноменології; останні роботи досліджують тимчасовість, і як краще розуміння тимчасовості може висвітлити реалії гендерованого досвіду та існування.
- Феміністська гносеологія, яка кидає виклик традиційним філософським ідеям пізнання та раціональності як об'єктивної, універсальної чи ціннісно нейтральної. Феміністські гносеологині підкреслюють важливість перспективи, соціальної ситуації та цінностей у формуванні знань, у тому числі в науках (див. Сексизм в освіті).
- Феміністська етика, яка стверджує, що наголос на об'єктивності, раціональності та універсальності в традиційній моральній думці виключає етичні реалії жінок. Однією з найпомітніших розробок є етика піклування/догляду (Ethics of care), яка цінує емпатію, відповідальність та ненасильство у розвитку моральних систем. Етика догляду також передбачає більш широке визнання міжособистісних зв'язків та відносин опіки та залежності, а феміністська етика використовує це для критики того, як етика справедливості часто вкорінюється в патріархатних розуміннях моралі. Деякі феміністські етикині висловлюють занепокоєння з приводу того, як цінності, приписані етиці піклування, часто асоціюються з жіночістю, і як такий зв'язок може зміцнювати уявлення про моральний розвиток, як по суті, гендерний.
- Феміністська естетика[en] стосується ролі статі та жіночої й чоловічої сексуальності в мистецтві, а також естетичного теоретизування, займається питаннями, що стосуються суб'єктивності творців, відтворення гендерних норм у мистецтві, ролі мистецтва в культурі та представництва жінок у мистецтві, як суб'єктів та творчинь. Розуміння «жінки» та «художниці» як взаємовиключних ідентичностей відтворюється ще принаймні з епохи романтизму, і цей поділ спричинив втручання феміністської естетики, щоб кинути виклик патріархальній та чоловічій монополії в естетиці (див. Чоловічий погляд, Сексуальна об'єктивація).
- Феміністська метафізика[en] зосереджується значною мірою на онтології статі та статі та на характері соціального конструювання гендеру. Феміністські історикині філософії вивчають гендерні упередження, притаманні традиційним метафізичним теоріям. Одним із головних моментів, за яким цей підхід відхиляється від класичної метафізики, є його спроби ґрунтувати соціальні конструкції на розумінні «фундаментального» та «природного», навколо якого будується метафізика. Феміністська метафізика намагається врівноважити взаємозв'язок між соціальними конструкціями та реальністю, визнаючи, як відмінність між тим, що сприймається як «реальне», і тим, що «суспільно побудоване», створює бінарне середовище (див. Поляризація гендеру), яке не може визнати взаємозв'язок між цими двома поняттями. Феміністська метафізика працює над тим, щоб кинути виклик системам класифікацій, які вважаються природними і, отже, неупередженими, шляхом виявлення того, як такі системи впливають на політичні та моральні ідеології та упередження. Деякі теоретикині підіймають питання щодо того, чи певні фундаментальні аспекти метафізики суттєво протистоять феміністському підходу, і тому зв'язок між фемінізмом та метафізикою залишається дискутивним.
- Феміністська епістемологія[en]
- Феміністський екзистенціалізм[en]
- Феміністська філософія науки[en]
- Феміністський емпіризм[en]
- Феміністський пост-структуралістський аналіз[en]

## Основні діячки

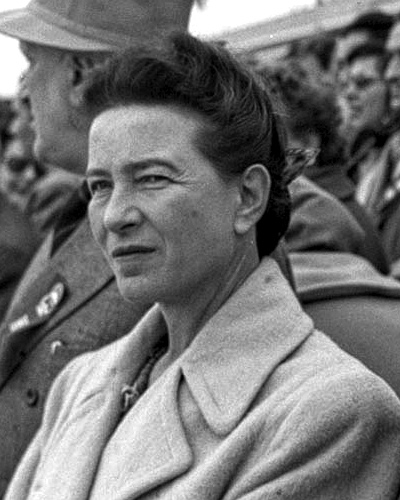
Симона де Бовуар, 1955

Шуламіт Фаєрстоун, 1970

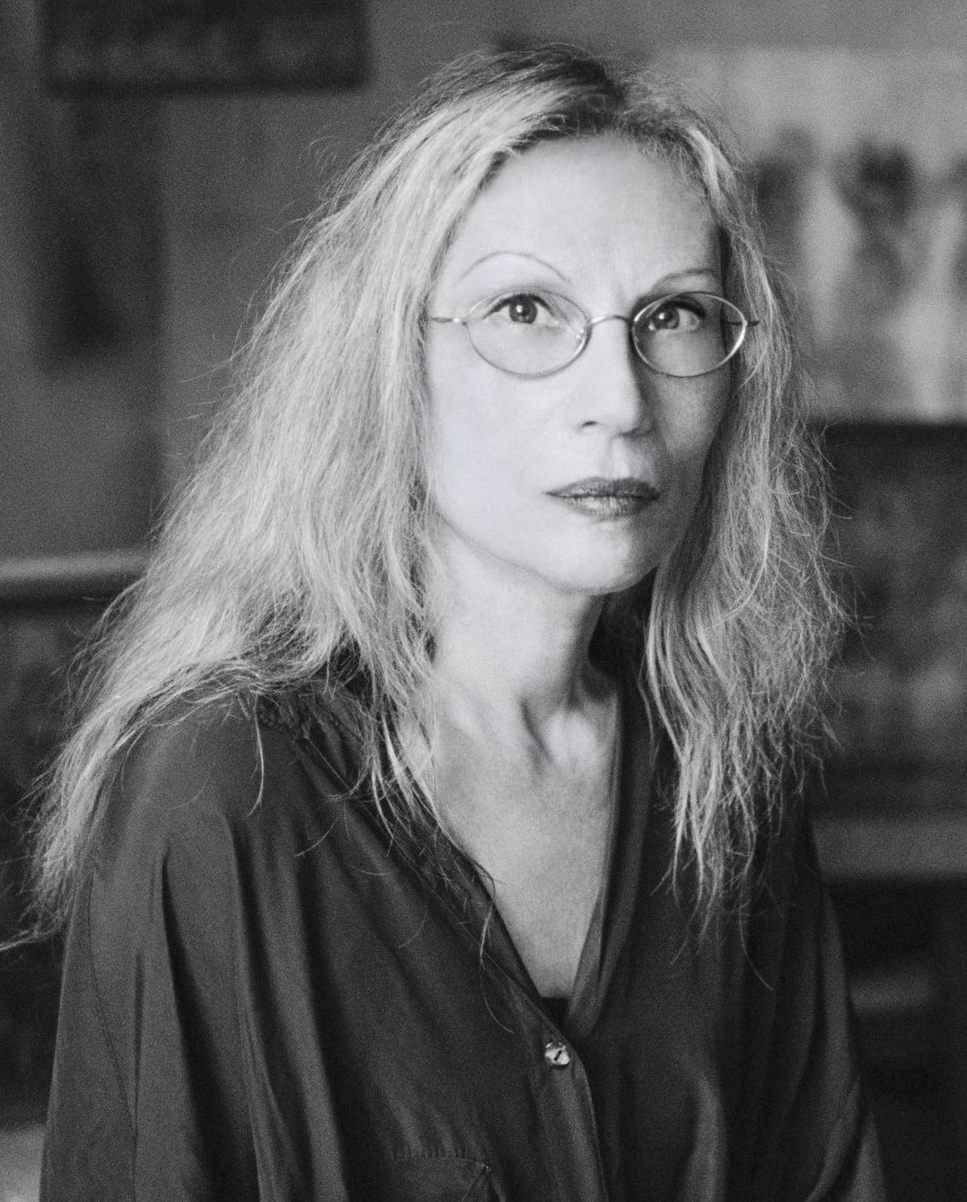
Браха Еттінґер, 2009

До впливових філософинь-феміністок належать (перелічені за абеткою):
- Лінда Мартін Алькофф[en]
- Джудіт Батлер (нар. 1956)
- Сандра Барткі[en]
- Симона де Бовуар (1908—1986)
- Мері Волстонкрафт (1759—1797)
- Олімпія де Гуж (1748—1793)
- Елісон Джаггар[en] (нар. 1944)
- Браха Ліхтенберг Еттінґер (нар. 1948)
- Люс Ірігаре (нар. 1932)
- Клаудія Кард[en]
- Лоррен Коуд[en]
- Юлія Кристева (нар. 1941)
- Ума Нараян[en] (нар. 1958)
- Марта Нуссбаум (нар. 1947)
- Валь Пламвуд[en] (1939—2008)
- Гризельда Поллок (нар. 1949)
- Ґаятрі Чакраворті Співак (нар. 1945)
- Шуламіт Фаєрстоун (1945—2012)
- Міранда Фрікер (нар. 1966)
- Саллі Хаслангер[en] (нар. 1955)
- Вірджинія Хельд[en] (нар. 1929)
- Айріс Меріон Янг[en] (1949—2006)

Більше — див. Список феміністських філософинь

## Критика
Критика феміністської філософії, як правило, стосується не критики фемінізму як політичного чи культурного руху, а дослідження та доосмислення філософських позицій, методології та засновків феміністського філософування.
Письменниці та мислительки, які критикували аспекти феміністичної філософії:
- Сюзен Гаак[en]
- Каміль Палья[en]